# 김다혜 (희극인)
김다혜(1984년 7월 26일 ~ )는 대한민국의 희극 배우이다.

## 학력
- 전북대학교 신문방송학과

## 출연작

### 방송
- 웃찾사 (SBS) - 좋아보인다
- 개그투나잇 (SBS)
- 직장있고 임자없음 (MBN)